# Orthoscuticella maculata
Orthoscuticella maculata är en mossdjursart som först beskrevs av Busk 1852.  Orthoscuticella maculata ingår i släktet Orthoscuticella och familjen Catenicellidae. Inga underarter finns listade i Catalogue of Life.